# Nyböles-Abborrtjärnen
Nyböles-Abborrtjärnen är en sjö i Kramfors kommun i Ångermanland och ingår i Nätraån-Ångermanälvens kustområde. Sjön har en area på 0,0847 kvadratkilometer och ligger 211,3 meter över havet. Sjön avvattnas av vattendraget Sursundet.

## Delavrinningsområde
Nyböles-Abborrtjärnen ingår i det delavrinningsområde (699142-160474) som SMHI kallar för Ovan None. Medelhöjden är 150 meter över havet och ytan är 12,83 kvadratkilometer. Det finns inga avrinningsområden uppströms utan avrinningsområdet är högsta punkten. Avrinningsområdets utflöde Sursundet mynnar i havet. Avrinningsområdet består mestadels av skog (88 procent). Avrinningsområdet har 0,08 kvadratkilometer vattenytor vilket ger det en sjöprocent på 0,6 procent.